# Rahachóu
Rahachóu o Rogachov (bielorruso: Рагачо́ў; ruso: Рогачёв; yidis: ראגאטשאוו Rogatshov) es una ciudad subdistrital de Bielorrusia, capital del distrito homónimo en la provincia de Gómel.
En 2022, la ciudad tenía una población de 32 307 habitantes.
Se ubica en la confluencia de los ríos Drut y Dniéper, unos 40 km al este de Babruisk sobre la carretera P43 que lleva a Róslavl. De Rahachóu salen las carreteras P39 (que lleva a Zhlobin, ubicada 10 km al sur) y P97 (que lleva a Maguilov, ubicada unos 100 km al norte).

## Historia
Se conoce la existencia del pueblo desde 1142, cuando se menciona en el Códice de Hipacio al describirse un reparto de tierras entre Vsévolod II de Kiev y su hermano. Posteriormente pasó a formar parte del Gran Ducado de Lituania, mencionándose en documentos del siglo XIII como un territorio de Daumantas de Pskov. En 1509, los últimos señores feudales del pueblo legaron las tierras a Segismundo I Jagellón el Viejo, convirtiendo el área en una tierra de realengo. En las décadas posteriores comenzó su desarrollo urbano, con la construcción de un castillo de importancia estratégica para la defensa del Dniéper, que en 1654 quedó casi destruido como consecuencia de la guerra ruso-polaca.
En la partición de 1772, la ciudad pasó a formar parte del Imperio ruso, que estableció aquí la sede administrativa de un uyezd en la gobernación de Maguilov. Desde finales del siglo XIX se desarrolló notablemente como un centro industrial, que desde 1902 contó con una estación de ferrocarril en la línea de Maguilov a Zhlobin. Debido a su carácter industrial, fue uno de los mayores centros de huelgas en la región durante la revolución rusa de 1905. En 1924 pasó a ser una de las capitales distritales de la recién creada RSS de Bielorrusia.